# Forficulidae
Famille
Les Forficulidae sont une famille d'insectes dermaptères. Ils représentent un quart des dermaptères avec près de 500 espèces dans 66 genres répartis en huit sous-familles.

## Liste des sous-familles

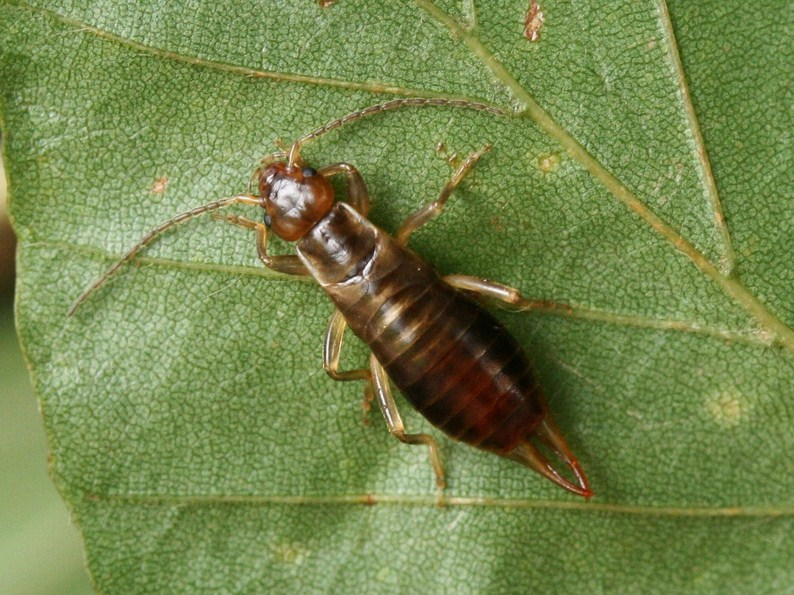
Chelidurella guentheri

- Allodahlinae Verhoeff, 1902
- Ancistrogastrinae Verhoeff, 1902
- Anechurinae Burr, 1901
- Cosmiellinae Steinmann, 1975
- Diaperasticinae Burr, 1907
- Forficulinae Stephens, 1829
- Neolobophorinae Burr, 1907
- Opisthocosmiinae Verhoeff, 1902

## Liste des genres
Selon  Species File (5 octobre 2019) :
- sous-famille Allodahliinae Verhoeff, 1902
  - genre Allodahlia Verhoeff, 1902
  - genre Brindleiana Steinmann, 1975
  - genre Eulithinus Hincks, 1935
- sous-famille Ancistrogastrinae Verhoeff, 1902
  - genre Ancistrogaster Stal, 1855
  - genre Litocosmia Hebard, 1917
  - genre Osteulcus Burr, 1907
  - genre Paracosmia Borelli, 1909
  - genre Praos Burr, 1907
  - genre Sarcinatrix Rehn, 1903
- sous-famille Anechurinae Burr, 1907
  - genre Anechura Scudder, 1876
  - genre Chelidura Latreille, 1825
  - genre Eumegalura Bey-Bienko, 1934
  - genre Mesasiobia Semenov, 1908
  - genre Neopterygida Srivastava, 1984
  - genre Oreasiobia Semenov, 1936
  - genre Perirrhytus Burr, 1911
  - genre Pseudochelidura Verhoeff, 1902
  - genre Pterygida Verhoeff, 1902
- sous-famille Diaperasticinae Burr, 1907
  - genre Diaperasticus Burr, 1907
- sous-famille Forficulinae Latreille, 1810
  - genre Afroforficula Steinmann, 1990
  - genre Apterygida Westwood, 1840
  - genre Chamaipites Burr, 1907
  - genre Doru Burr, 1907
  - genre Elaunon Burr, 1907
  - genre Forficula Linnaeus, 1758
  - genre Guanchia Burr, 1911
  - genre Mesolabia Shiraki, 1905
  - genre Parlax Burr, 1911
  - genre Proforficula Steinmann, 1990
  - genre Skalistes Burr, 1907
  - genre Tauropygia Brindle, 1970
- sous-famille Neolobophorinae Burr, 1907
  - genre Eudohrnia Burr, 1907
  - genre Metresura Rehn, 1922
  - genre Neolobophora Scudder, 1875
  - genre Setocordax Brindle, 1970
  - genre Tristanella Borelli, 1909
- sous-famille Opisthocosmiinae Verhoeff, 1902
  - genre Acanthocordax Günther, 1929
  - genre Chaetocosmia Nishikawa, 1973
  - genre Cipex Burr, 1910
  - genre Cordax Burr, 1910
  - genre Eparchus Burr, 1907
  - genre Eutimomena Bey-Bienko, 1970
  - genre Hypurgus Burr, 1907
  - genre Neoopisthocosmia Steinmann, 1990
  - genre Opisthocosmia Dohrn, 1865
  - genre Parasondax Srivastava, 1978
  - genre Parasyntonus Steinmann, 1990
  - genre Paratimomenus Steinmann, 1974
  - genre Pareparchus Burr, 1911
  - genre Prosadiya Hebard, 1923
  - genre Sondax Burr, 1910
  - genre Spinosocordax Steinmann, 1988
  - genre Syntonus Burr, 1910
  - genre Timomenus Burr, 1907
- sous-famille Skendylinae Burr, 1907
  - genre Afrocosmia Hincks, 1960
  - genre Brachycosmiella Steinmann, 1990
  - genre Cosmiella Verhoeff, 1902
  - genre Cosmiola Bey-Bienko, 1959
  - genre Forcepsia Moreira, 1930
  - genre Kleter Burr, 1907
  - genre Liparura Burr, 1907
  - genre Lipodes Burr, 1907
  - genre Mixocosmia Borelli, 1909
  - genre Neocosmiella Hebard, 1919
  - genre Obelura Burr, 1907
  - genre Paracosmiella Steinmann, 1990